# Park Narodowy Wysokich Taurów
Park Narodowy Wysokich Taurów (niem. Nationalpark Hohe Tauern) – park narodowy w Austrii, obejmujący większą część grupy górskiej Wysokie Taury. Najstarszy i największy park narodowy w całej Austrii, a jednocześnie największy obszar chroniony w całych Alpach. Utworzony został w 1981 r.

## Opis
Obejmuje ponad 1800 km² (z tego 1189 km² ścisłej strefy ochrony i 627 km² otuliny). Na terenie parku rośnie 3300 gatunków roślin (1150 gatunków porostów, 950 gatunków mchów i 1200 gatunków roślin naczyniowych). Szczególne bogactwo reprezentują grzyby, których naliczono tu ponad 4000 gatunków. Z kręgowców stale występuje tu 9 gatunków ryb, 11 gatunków płazów, 8 gatunków gadów, 114 gatunków ptaków i 52 gatunki ssaków. Wielkie drapieżniki, jak niedźwiedź brunatny, wilk szary czy ryś, zostały tu wytępione na przełomie XIX i XX stulecia.
Symbolem alpejskiej przyrody jest w Wysokich Taurach koziorożec alpejski (chroniony prawem). Jego populacja została odnowiona w latach 60. XX w., ponieważ pierwotne stado tych zwierząt również w większości zostało wcześniej wytrzebione. Wraz z koziorożcem występują tu kozica w podgatunku alpejskim (Rupicapra rupicapra rupicapra) i świstak - obydwa gatunki mają status zwierzyny łownej, jednak wielkość ich odstrzału jest ściśle regulowana.

## Powierzchnia
Zmiany powierzchni parku do 1992 roku:
Nie można skompilować wejścia EasyTimeline:

Timeline generation failed: 10 errors found

Line 19:    from:0 till:186 width:19 text:+186 km² shift:(-21,-4)

- Invalid attribute 'km²' ignored.

```
 Specify attributes as 'name:value' pairs.

```

Line 23:    from:186 till:853 width:19 text:+667 km² shift:(-21,-4)

- Invalid attribute 'km²' ignored.

```
 Specify attributes as 'name:value' pairs.

```

Line 27:    from:853 till:1039 width:19 text:+186 km² shift:(-21,-4)

- Invalid attribute 'km²' ignored.

```
 Specify attributes as 'name:value' pairs.

```

Line 31:    from:1039 till:1176 width:19 text:+137 km² shift:(-25,-4)

- Invalid attribute 'km²' ignored.

```
 Specify attributes as 'name:value' pairs.

```

Line 35:    from:1176 till:1786 width:19 text:+610 km² shift:(-21,-4)

- Invalid attribute 'km²' ignored.

```
 Specify attributes as 'name:value' pairs.

```

Line 38:   bar:1981 at: 186 text: 186 km² shift:(4,-4)

- Invalid attribute 'km²' ignored.

```
 Specify attributes as 'name:value' pairs.

```

Line 39:   bar:1983 at: 853 text: 853 km² shift:(4,-4)

- Invalid attribute 'km²' ignored.

```
 Specify attributes as 'name:value' pairs.

```

Line 40:   bar:1986 at: 1039 text: 1039 km² shift:(4,-4)

- Invalid attribute 'km²' ignored.

```
 Specify attributes as 'name:value' pairs.

```

Line 41:   bar:1991 at: 1176 text: 1176 km² shift:(4,-4)

- Invalid attribute 'km²' ignored.

```
 Specify attributes as 'name:value' pairs.

```

Line 42:   bar:1992 at: 1786 text: 1786 km² shift:(4,-4)

- Invalid attribute 'km²' ignored.

```
 Specify attributes as 'name:value' pairs.

```